# Ketnet
Ketnet ist ein belgischer Kinder- und Jugendsender von VRT. Der Sender konzentriert sich vor allem auf die Region Flandern.
Im flämischen und niederländischen Bereich ist der Kinder- und Jugendsender aufgrund seiner starken Eigenproduktionen (unter anderem von Studio 100) sehr beliebt. Bis zum 30. April 2012 teilte sich der Sender den Sendeplatz mit Canvas, Sendeschluss war um 20:00 Uhr. Seit dem 1. Mai 2012 hat Ketnet einen eigenen Programmplatz, auf dem nach 20:00 Uhr Inhalte für Jugendliche und junge Erwachsene unter dem Namen OP12 ausgestrahlt werden. Durch den neuen Programmplatz kann Ketnet auch nicht mehr von Sportsendungen des Sportfensters Sporza unterbrochen werden.

## Logos

Logo vom 1. Dezember 1997 bis 1. April 2006
Logo vom 1. April bis 24. Mai 2010
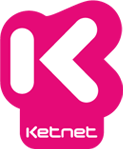
Logo vom 24. Mai 2010 bis 31. August 2015
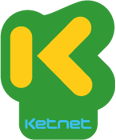
Logo vom 1. Mai 2012 bis 31. August 2015
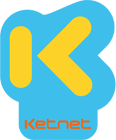
Blaues Logo bis 31. August 2015
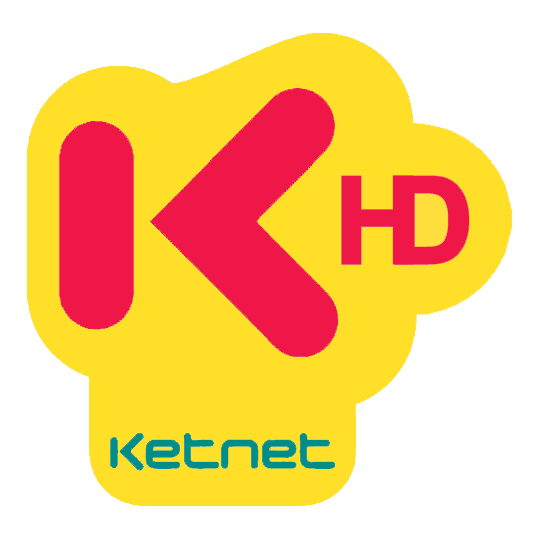
Logo des HD-Ablegers bis 31. August 2015
Logo vom 31. August 2015 bis 4. Januar 2021